# 鶴田町 (鹿児島県)
鶴田町（つるだちょう）は、かつて鹿児島県の中央 (薩摩郡) に存在した町。2005年3月22日に宮之城町、薩摩町と合併しさつま町となった。

## 歴史
- 1889年4月1日 - 町村制が施行されたのに伴い、南伊佐郡鶴田村が成立する。
- 1897年（明治30年）4月1日 - 郡の統合により薩摩郡に所属[1]。
- 1963年4月1日 - 鶴田村が町制施行。鶴田町が誕生する。
- 2005年3月22日 - 宮之城町、薩摩町と新設合併し、さつま町となる。

### 歴代村長
永田敬介 1889年-1895年
園田小藤次 1895年-1897年
朝隈叶 1897年-1897年
永田敬介 1897年-1898年
市来才助 1898年-1900年
若松活麿 1900年-1904年
市来近 1904年-1909年
若松活麿 1909年-1913年
市来近 1913年-1916年
若松活麿 1916年-1928年
井上保 1928年-1935年
西川兵吉 1935年-1943年
仁科盛次 1943年-1946年
大角善吉 1946年-1955年
仁科盛次 1955年-1963年

### 歴代町長
仁科盛次 1963年-1967年
田崎孝僖 1967年-1973年
相良武光 1973年-1981年
堀之内譲 1981年-1984年
郷田六郎 1984年-1986年
岡村政光 1986年-1987年
宮之脇睦男 1987年-1995年
井上章三 1995年-2005年

## 地域

### 教育

#### 中学校
- 鶴田町立鶴田中学校

#### 小学校
- 鶴田町立鶴田小学校
- 鶴田町立柏原小学校
- 鶴田町立紫尾小学校

## 交通

### 道路
- 国道267号

### 鉄道
町の廃止時点では存在せず。かつては国鉄宮之城線が町内を通っていたが、1987年に廃止された。町内には廃止時には薩摩鶴田駅が設置されていた。